# コトゥルノキスティス
コトゥルノキスティス（ラテン語: Cothurnocystis）は、オルドビス紀に生息した生物。
イギリスで発見され、1969年に報告された。学名は、「長靴の形をした袋」という意味である。C・フェルリネンシス（C. fellinensis）とC・エリザエ（C. elizae）の2種が報告されている。

## 特徴
- 全長3 cm
- 平らで長靴のような形をしている。
- 口と見られる部分は、体の片側についている。
- 口と反対側には、細い穴がある。水と取り込んで呼吸するものと見られる。(魚と似ている)
- 尻尾のような部分がある。それで餌を集めたのかもしれない。
- 骨の板に包まれた部分がある。(棘皮動物に似ている)
- 左右対称でもなく、棘皮動物の特徴である「五角形」「五芒星」の部分もない。
- 海底を這って動く。